# Vasak Bagratouni
Vasak Bagratouni (en arménien Վասակ Բագրատունի ; mort après 772/775) est un prince arménien de Taron de la dynastie des Bagratides dont est issue la dynastie nationale des Bagrations en Géorgie. 

## Famille
Le prince Vasak Bagratouni n’est pas connu de la Chronique géorgienne qui attribue l’implantation des Bagratides en Ibérie à un mythique « Gouaram le Curopalate » (Gouaram Ier) qui aurait régné dès la fin du VIe siècle. Les sources arméniennes relatives aux Bagratides précisent par contre que Vasak, prince de Taron, est le fils cadet du prince d’Arménie Achot III Bagratouni et un frère du prince Smbat VII Bagratouni.

## Exil et fondation
Après la défaite de la coalition des dynastes arméniens lors de la bataille de Bagrévand en 772/775, Vasak, comme son neveu Achot Msaker, se réfugie dans le nord-ouest de l’Arménie à la frontière de l’Empire byzantin.
De là, Vasak Bagratouni s’établit avec sa famille dans la région montagneuse du Klardjeth, située dans la province de Kolaver, région de l’actuelle Ardahan en Turquie, où il épouse selon Cyrille Toumanoff une fille de Gouaram III d'Ibérie, le prince  local de Djavakhétie et de Calarzène issu de la dynastie des Gouaramides. 
La Chronique géorgienne mentionne que le roi Artchil Ier le Martyr, venant d’Egris et s’arrêtant dans la citadelle ruinée de Khidar, reçoit un mthawar « descendant du prophète David nommé Adarnassé, fils d’un frère d’Adarnassé l’Aveugle et dont le père allié aux Bagratides avait reçu des Grecs un érsithawat dans les contrées du Somkheth et qui s’était réfugié chez les descendants de « Gouaram couropalate » dans le Klardjeth où il était resté ». Adarnassé devient le vassal d’Artchil qui lui concède Cholawer (Kolover) et Artan (Ardahan). 
Comme la Chronique géorgienne, la version arménienne de cette même Chronique dite de Jouansher indique que le fils de Vasak, Adarnassé, reçoit des domaines du roi Artchil Ier. 
À cette époque, les Khazars dont l’alliance avec Byzance remonte à l’époque des empereurs Héraclius Ier et Justinien II, occupent  une partie du Sud-caucase où ils bataillent contre les forces arabes du Calife. Vers 799/800, ils ont pris la ville de Tiflis et capturé le prince Djouanscher. L’influence de ce dernier avec qui devait d’ailleurs s’éteindre la dynastie des « Chosroïdes » en Ibérie, est fortement réduite par les sécessions de Léon II d'Abkhazie et du Chorévêque Grigol en Kakhétie.
Il est vraisemblable que les Khazars ne se soient pas opposés à l’installation de la famille de Vasak, qui s’est reconnue vassale de l’Empire grec, qui accordera ensuite régulièrement à ses membres le titre de Curopalate.  
Les Arabes reconnaissent également Achot, fils d’Adarnassé et petit-fils de Vasak comme prince d'Ibérie.

## Postérité
Selon Cyrille Toumanoff, Vasak Bagratouni et son épouse inconnue, fille de Gouaram III d'Ibérie, laissent au moins un fils au nom ibère inconnu jusqu’alors chez les Bagratides de :
- Adarnassé[9].

### Hypothèse
Dans un ouvrage récent, Christian Settipani estime que le prince d’Ibérie « P’illipé » cité dans La Liste royale de Karthli III comme un prédécesseur immédiat d’Adarnassé vers 786 et qu’il assimile d’après son nom à un membre de la maison de Siounie, a peut-être épousé une fille de Vasak, ce qui expliquerait selon lui la résurgence de ce nom dans la famille de Siounie ainsi que l’apparition dans cette dynastie de noms typiquement bagratides comme Smbat et Achot.